# Ivan Manev
Ivan Manev (n. 23 noiembrie 1950) este un canoist ce a reprezentat Bulgaria, medaliat olimpic. A participat la 2 ediții ale Jocurilor Olimpice (1976, 1980) în care a câștigat o medalie de bronz.